# Javier Echevarría Rodríguez
Javier Echevarría Rodríguez (Madrid, 14 de junio de 1932-Roma, 12 de diciembre de 2016) fue obispo, prelado del Opus Dei, jurista, doctor en Derecho civil y en Derecho canónico.

## Biografía
Nació en Madrid, en una familia profundamente cristiana. Su padre, Rafael Echevarría Elosua, se licenció en Ciencias y era ingeniero industrial. Originario de Oñate, murió en 1948. Su madre, Josefa Rodríguez Díez, falleció en 1968. Javier era el menor de ocho hermanos. Inició sus estudios en el colegio de los marianistas, en San Sebastián, y continuó su formación en Madrid, en el Colegio Chamberí de los hermanos maristas. En 1948 conoció el Opus Dei, y ese mismo año, el 8 de septiembre solicitó su admisión. Realizó estudios de Derecho y de Derecho Canónico. Obtuvo el doctorado en Derecho Canónico en 1954 por la Universidad Pontificia de Santo Tomás de Aquino, Angelicum de Roma, y al año siguiente se doctoró en Derecho Civil por la Universidad Lateranense (Roma).
Recibió la ordenación sacerdotal el 7 de agosto de 1955, en la parroquia de Ntra. Señora de la Concepción (Madrid), y celebró su primera Misa solemne en la iglesia de Santa Teresa y Santa Isabel.
Entre 1960 y 1964 fue profesor de Teología Moral en el Colegio Romano de la Santa Cruz.
Cercano colaborador de San Josemaría Escrivá de Balaguer, fundador del Opus Dei, al fallecimiento de este en 1975, fue elegido secretario general de esta institución, bajo la prelatura de Álvaro del Portillo.
En 1981 fue nombrado miembro de la  Congregación para las Causas de los Santos y juez del Tribunal Supremo de la Signatura Apostólica (entre 1981 y 1994).
En 1994, al fallecer Álvaro del Portillo, es elegido prelado del Opus Dei en primera votación. Recibió la ordenación episcopal de manos de Juan Pablo II el 6 de enero de 1995.
Participó en diversos sínodos: Sínodo de los Obispos de América (1997) y Europa (1999); y en los sínodos de obispos de 2001, 2005 y 2012.
Falleció a causa de una infección pulmonar, a los ochenta y cuatro años, el día de la Virgen de Guadalupe. El funeral oficial tuvo lugar el 15 de diciembre de 2016, en la basílica de san Eugenio (Roma). El entierro había sido el 14 de diciembre, en la iglesia prelaticia de Santa María de la Paz. Sus restos descansan bajo una losa de mármol, justo al lado de su predecesor el beato Álvaro del Portillo.

## Publicaciones
- Memoria del beato Josemaría Escrivá: entrevista con Salvador Bernal, Madrid, Rialp, 2000, 1ª, 357 pp.
- Itinerarios de vida cristiana, Barcelona, Planeta, 2001, 1ª, 263 pp.
- Para servir a la Iglesia: homilías sobre el sacerdocio (1995-1999), Madrid, Rialp, 2001, 1ª, 252 pp.
- Getsemaní: en oración con Jesucristo, Barcelona, Planeta, 2005, 1ª, 272 pp.
- Eucaristía y vida cristiana, Madrid, Rialp, 2005, 1ª, 245 pp.
- Por Cristo, con Él y en Él: escritos sobre san Josemaría, Madrid, Palabra, 2007, 1ª, 234 pp.
- Vivir la Santa Misa, Madrid, Rialp, 2010, 1ª, 196 pp.
- Creo, creemos: textos procedentes de las Cartas pastorales dirigidas a los fieles de la prelatura del Opus Dei durante el Año de la fe (2012-2013), Madrid, Rialp, 2014, 1ª, 127 pp.
- Dirigir empresas con sentido cristiano, Pamplona, Eunsa, 2015, 1ª, 103 pp.

## Repertorio bibliográfico
- Fernández Montes, J. Mario; Martínez Sánchez, Santiago y González Gullón, José Luis, "Bibliografía general sobre los prelados del Opus Dei: Javier Echevarría (hasta 2002)", Studia et Documenta: Rivista dell’Istituto Storico san Josemaría Escrivá, vol. VII, núm. 7 (2013), pp. 483-524.
- Fernández Montes, J. Mario y Martínez Sánchez, Santiago, "Bibliografía general sobre los Prelados del Opus Dei: Álvaro del Portillo y Javier Echevarría, 2003-2009", Studia et Documenta: Rivista dell’Istituto Storico san Josemaría Escrivá, vol. X, núm. 10 (2016), pp. 501-545.
- Fernández Montes, J. Mario y Martínez Sánchez, Santiago, "Bibliografía general sobre los Prelados del Opus Dei: Álvaro del Portillo y Javier Echevarría, 2010-2013", Studia et Documenta: Rivista dell’Istituto Storico san Josemaría Escrivá, vol. XIII, núm. 13 (2019), pp. 483-511.
- Fernández Montes, José Mario y Díaz Hernández, Onésimo, Bibliografía sobre los prelados del Opus Dei Álvaro del Portillo, Javier Echevarría y Fernando Ocáriz, 2014-2017, Studia et Documenta: Rivista dell’Istituto Storico san Josemaría Escrivá, 18 (2024), pp. 491-542.